# Sidorejo (Sidomulyo)
Sidorejo is een bestuurslaag in het regentschap Lampung Selatan van de provincie Lampung, Indonesië. Sidorejo telt 6702 inwoners (volkstelling 2010).